# Аслі Чакір Алптекін
Аслі Чакір Алптекін  (тур. Aslı Çakır Alptekin, 20 серпня 1985) — турецька легкоатлетка. 2012 року стала олімпійською чемпіонкою в бігу на 1500 метрів, проте в 2015 році була дискваліфікована за порушення анти-допінгових правил.

## Виступи на Олімпіадах
| Олімпіада   | Дисципліна         | Місце      |
| ----------- | ------------------ | ---------- |
| Пекін 2008  | стиплчез           | 14 h2 r1/2 |
| Лондон 2012 | біг на 1500 метрів | DQ         |